# Kukurecsani
Kukurecsani (macedónul: Кукуречани) település Észak-Macedóniában, a Pelagonijai körzet Bitolai járásában.

## Népesség
| Lakosok száma | 1449 | 1598 | 1712 | 1637 | 1868 | 1237 | 1001 | 966  | 784  |
|               | 1948 | 1953 | 1961 | 1971 | 1981 | 1991 | 1994 | 2002 | 2021 |

2002-ben 966 lakosa volt, akik közül 950 macedón, 14 cigány és 2 szerb.